# Lycianthes fasciculata
Lycianthes fasciculata är en potatisväxtart som först beskrevs av Henry Hurd Rusby, och fick sitt nu gällande namn av Friedrich August Georg Bitter. Lycianthes fasciculata ingår i Himmelsögonsläktet som ingår i familjen potatisväxter. Inga underarter finns listade i Catalogue of Life.